# 栃木県道109号茂木停車場線
栃木県道109号茂木停車場線（とちぎけんどう109ごう もてぎていしゃじょうせん）は、栃木県芳賀郡茂木町内を通過する一般県道である。

## 概要
茂木町市街地を通過する国道123号と真岡鐵道茂木駅を連絡する道路。2012年（平成24年）までは国道123号が茂木駅のすぐ東側を通過しており、本県道はわずか延長47mであった。市街地南方に茂木バイパスが開通し旧道が国道指定を外れたため茂木バイパス交点である弾正町交差点から上新二区交差点間（旧茂木町道）および上新二区交差点から旧終点である茂木駅入口交差点間（旧国道123号・国道294号重複）が本県道に編入された。

### 路線データ
- 総延長：0.047km[2]
- 実延長：0.047km[2]
- 起点：栃木県芳賀郡茂木町大字茂木（茂木停車場）
- 終点：栃木県芳賀郡茂木町大字茂木（弾正町交差点＝国道123号交点）
- 認定：1961年（昭和36年）4月1日

## 歴史

### 年表
- 1961年（昭和36年）4月1日 - 一般県道として認定。
- 2012年（平成24年）3月30日 - 茂木駅入口交差点 - 弾正町交差点間が本県道に編入[1]。

## 路線状況

### 交通量
24時間自動車類交通量（台/日）
- 2,678（推定値）

## 地理

### 通過する自治体
- 栃木県
  - 芳賀郡茂木町

### 交差する道路
| 交差する道路              | 交差する道路              | 交差点名 | 交差点名   |
| ------------------------- | ------------------------- | -------- | ---------- |
| 茂木駅                    |                           |          |            |
| 県道27号那須黒羽茂木線    | -（屈折）                 | 茂木町   | 茂木駅入口 |
|                           | 国道123号旧道             | 茂木町   | 上新二区   |
| 国道123号（茂木バイパス） | 国道123号（茂木バイパス） | 茂木町   | 弾正町     |
| 笠間方面                  |                           |          |            |

### 沿線施設
- 真岡鐵道真岡線 茂木駅
- 茂木郵便局